# Triebischtal
Triebischtal was een gemeente in de Duitse deelstaat Saksen. Ze fuseerde op 1 juli 2012 met de gemeente Klipphausen tot de nieuwe gemeente Klipphausen.

## Geografie

Gemeentes Triebischtal en Klipphausen in 2004

De gemeente lag in het naamgevende dal van de Triebisch, een zijriviertje van de Elbe, en de omliggende hoogvlakten en bevond zich midden in de oostelijke uitlopers van het Erzgebirgsvorland tussen het Oostelijke Ertsgebergte en de vlakkere landbouwstreek Lommatzscher Pflege. Aangrenzende gemeenten waren Reinsberg, Käbschütztal, Klipphausen, Meißen, Nossen en Wilsdruff.
Tot haar opheffing bestond de gemeente Triebischtal uit 20 Ortsteile. Het gemeentebestuur zetelde in Miltitz.
| - Burkhardswalde - Garsebach - Groitzsch - Kettewitz - Kobitzsch - Miltitz - Munzig | - Perne - Piskowitz - Robschütz - Roitzschen - Rothschönberg - Schmiedewalde - Seeligstadt | - Semmelsberg - Sönitz - Tanneberg - Taubenheim - Ullendorf - Weitzschen |

## Geschiedenis
Triebischtal ontstond op 1 maart 1994 door de fusie van de drie gemeenten Burkhardswalde-Munzig, Garsebach en Miltitz. Op 1 januari 1999 kwam Tannberg hierbij. Taubenheim volgde op 1 november 2003.
In 2011 kwamen de gemeenten Triebischtal en Klipphausen overeen vrijwillig tot een grotere gemeente te fuseren. Redenen voor de fusie waren vooral betere begrotingsmogelijkheden alsmede de door de Vrijstaat Saksen uitbetaalde „huwelijkspremie“, die bij vrijwillige gemeentefusies een uitbetaling van 100 euro per inwoner voor de eerste 5.000 inwoners betekent.